# 林志儒
林志儒（1961年1月26日—），臺灣導演，出生於台灣新竹縣。1984年參加柯一正《淡水最後列車》電影製作的導演組，因而喜歡上電影共同創作的感覺，從此在影視圈待了下來。曾擔任丁善璽、廖慶松、萬仁、李道明、鄭文堂等人的副導及剪輯，目前工作以編導、演員、剪輯為主。
創作風格以詭異見長，擅於探討人性心理層面之議題，喜歡讓演員與工作人員即興發揮，捕捉當下的感動，有「神經病導演」之稱。編導的電視作品屢獲電視金鐘獎或其他獎項肯定， 如2005年的《甜甜的所在》獲得第40屆金鐘獎文教資訊節目獎，2006年的《肉身蛾》贏得第41屆金鐘獎最佳迷你影集、最佳迷你影集編劇、最佳迷你影集女配角三獎項。2007年，他執導的電影《牆之魘》，榮獲印度國際影展最大獎金孔雀獎。2009年因為與戴立忍導演的友誼機緣而演出電影《不能沒有你》中的阿財哥，獲台北電影節最佳男配角獎，成為台灣影史上第一位以客語母語演出的得獎者。
熱愛棒壘球，因為棒球認識了柯一正，參加過乙組球隊，擔任投手，會投蝴蝶球。於2007年執導了關於棒球名校美和中學的電視劇《大將徐傍興》、2022年執導以女子壘球為主題的電視劇《姊妹們，上》。
2023年與許肇任共同執導八大戲劇台、Netflix《有生之年》電視劇，2024年與鄭文堂共同執導公視台語台、Netflix《鹽水大飯店》電視劇，2024年在第59屆金鐘獎典禮上，分別以兩部指導戲劇榮獲『戲劇節目導演獎』與『迷你劇集（電視電影）導演獎』，達成同屆獲得雙項導演獎紀錄。

## 作品

### 導演
- 2002 電視 月光[9]
- 2004 電影 雙影[10]
- 2004 電視 天堂的媽媽
- 2005 電視 戀戀舊山線
- 2006 電視 幸福派出所[11]
- 2006 電視 肉身蛾
- 2007 電視 大將徐傍興
- 2008 電影 牆之魘
- 2010 電視 牽紙鷂的手
- 2011 電視 阿戇妹
- 2011 電視 爸爸加油
- 2015 電視 燦爛時光 執行導演
- 2017 電視 麻醉風暴2
- 2020 電視 大桔大利 闔家平安
- 2021 電視 她們創業的那些鳥事
- 2022 電視 姊妹們，上
- 2023 電視 有生之年
- 2024 電視 鹽水大飯店
- 2025 電視 同棲散策
- 2025 電視 零日攻擊
- 2026 電視 他的靈魂與他的書店

### 演出
- 1999 電影 明信片[12]
- 2009 電影 不能沒有你
- 2010 電影 茱麗葉
- 2010 電視 牽紙鷂的手
- 2010 電視 十七號出入口[13]
- 2010 電視 第一次當爸爸就上手[14]
- 2011 電影 靈魂的旅程[15]
- 2012 電影 南國日和[16]
- 2013 電視 月光森林
- 2013 電視 到站[17]
- 2014 電影 四十三階[18]
- 2014 電視 B棟8樓
- 2014 電影 廢物
- 2017 電視 麻醉風暴2
- 2017 電影 夏天19歲的肖像
- 2017 電影 血觀音
- 2018 電視 憤怒的菩薩
- 2019 電影 樂園
- 2020 電視 三春記
- 2021 電影 當男人戀愛時
- 2021 電影 月老
- 2021 電視 大債時代
- 2021 電視 她們創業的那些鳥事
- 2021 電視 俗女養成記2
- 2021 電視 四樓的天堂
- 2022 電視 親愛的亞當
- 2022 電視 茁劇場－綠島金魂
- 2023 電視 地獄里長
- 2023 電視 有生之年
- 2024 電視 在光裏的人
- 2024 電視 選物家

#### 客串
- 2010 電影 艋舺 飾高職教務主任
- 2010 電視 死神少女
- 2010 電視 黑貓大旅社
- 2011 電視 我的寶貝
- 2011 電視 我可能不會愛你
- 2011 電影 10+10[19]
- 2012 電影 手機裡的眼淚
- 2012 電影 金孫
- 2012 電影 甜·祕密[20]
- 2012 電影 親愛的奶奶[21]
- 2013 電影 阿嬤的夢中情人
- 2013 電視 沒有名字的甜點店[22]
- 2014 電視 你照亮我星球
- 2015 電視 出境事務所
- 2015 電視 鑑識英雄
- 2015 電影 青田街一號[23]
- 2015 電視 燦爛時光
- 2016 電視 失業陣線聯盟
- 2017 電影 52 Hz I Love You[24]
- 2017 電視 積木之家
- 2017 電視 酸甜之味
- 2017 電視 外鄉女
- 2017 電視 花甲男孩轉大人
- 2018 電視 台北歌手
- 2018 電視 雙城故事
- 2018 電視 生死接線員
- 2019 電視 鏡子森林
- 2019 電影 陽光普照
- 2020 電視 黑喵知情
- 2020 電影 刻在你心底的名字
- 2020 電影 腿
- 2021 電視 女孩上場
- 2021 電視 火神的眼淚
- 2021 電視 茶金
- 2021 電影 該死的阿修羅
- 2022 電視 正義的算法
- 2022 電視 我願意
- 2023 電影 詐團圓
- 2023 電影 請問，還有哪裡需要加強
- 2024 電視 鹽水大飯店
- 2024 電視 幸福房屋事件簿
- 2024 電視 都市懼集

### 剪輯
- 1997 電影 藍月[9]
- 1998 電影 超級公民[25]
- 1998 電視 蘭陽溪少年
- 1999 電影 明信片
- 2001 電視 瑪雅的彩虹
- 2003 電視 風中緋櫻
- 2016 電影 黑白

### 編劇
- 2004 電視 天堂的媽媽
- 2011 電視 阿戇妹
- 2022 電視 姊妹們，上

### 編審
- 2025 電視 假日到山裏來看你

## 外部連結
- 林志儒在互联网电影资料库（IMDb）上的資料（英文）